# Корнер, Виктор Дмитриевич
Ви́ктор Дми́триевич Ко́рнер (Виктор Венедиктович Подкладный) (20 января 1912, с. Ивангород — 12 мая 1984, Ленинград) — советский военный, контр-адмирал, Герой Советского Союза.

## Биография
Родился 7 (20) января 1912 года в селе Ивангород в крестьянской семье. Украинец. Окончил сельхозтехникум. Работал агрономом в Ружинской МТС Житомирской области.
В 1931 году добровольно ушёл служить на Черноморский флот. В 1933 году окончил в городе Ленинграде курсы командного состава Военно-морского флота и в декабре того же года прибыл для прохождения службы в Амурскую Краснознамённую военную флотилию.
Молодой командир получил назначение на должность командира боевой части на канонерской лодке «Пролетарий». Через два года он уже командовал кораблём. В 1937 году был назначен командиром монитора «Сун Ятсен». В 1940 году вступил в ВКП(б)/КПСС. В последующем проходил службу в должностях начальника штаба отдельного дивизиона мониторов и помощника начальника штаба бригады. Накануне начала боевых действий против Японии вернулся на монитор «Сун Ятсен».
С началом боевых действий монитор «Сун Ятсен» под командованием капитана 3-го ранга Корнера в авангарде дозорно-разведывательного отряда кораблей прошёл с боями по реке Сунгари (Северо-Восточный Китай) свыше 2 тысяч километров. Артиллеристы корабля уничтожили 5 дотов, 12 дзотов, 6 артиллерийских и миномётных батарей. В августе 1945 года экипаж был преобразован в гвардейский, а командир представлен к званию Герой Советского Союза.
Указом Президиума Верховного Совета СССР от 14 сентября 1945 года за образцовое выполнение боевых заданий командования на фронте борьбы с японскими империалистами и проявленные при этом отвагу и геройство капитану 3-го ранга Корнеру Виктору Дмитриевичу присвоено звание Героя Советского Союза с вручением ордена Ленина и медали «Золотая Звезда» (№ 7128).
После войны офицер продолжил службу на флоте. В 1949 году окончил Военно-морскую академию. С 1973 года контр-адмирал Корнер — в запасе.
Жил в городе Ленинграде (ныне — Санкт-Петербург). Скончался 12 мая 1984 года. Похоронен в Санкт-Петербурге на Северном кладбище.
Награждён орденом Ленина, двумя орденами Красного Знамени, орденом Отечественной войны I степени, двумя орденами Красной Звезды, медалями.